# Arad (Romênia)
Arad é a cidade e município capital do judeţ (distrito) romeno de Arad, na região de Banat, em ambos as margens do rio Mureş. Localiza-se a cerca de 60 km a norte de Timişoara, a 115 km a sul de Oradea e a 50 km da fronteira com a Hungria.
Arad é um importante centro industrial e centro de transportes no Rio Mureş, sendo também a sede de um arcebispo ortodoxo romeno. Possui duas universidades, um seminário teológico romeno ortodoxo e uma escola de formação para professores. Teve um dos primeiros conservatórios de música da Europa. A cidade tem uma população de 159.074 habitantes, sendo a 12ª maior cidade da Roménia. Arad é a terceira maior cidade na parte ocidental do país, atrás de Timişoara e Oradea.

## População
Conforme o recenseamento efectuado em 2011, a população do município de Arad é de cerca de 159.074 pessoas, comparativamente ao recenseamento anterior de 2002, quando se registaram 127.827 pessoas. A maioria da população é romena (78,77%). As principais minorias são húngaras (9,68%) e Roma (1,59%). Cerca de 8,14% da população desconhece a sua etnia. Do ponto de vista religioso, a maioria dos habitantes são ortodoxos (68,41%), existindo minorias romano-católicas (9,38%), pentecostes (4,34%), baptista (3,92%) e reforma (2,45%). Para 8,39% não se conhece a religião.
| 1912   | 1930   | 1948   | 1956    | 1966    | 1977    | 1992    | 2002    | 2011    |
| 63 166 | 77 181 | 87 291 | 106 460 | 126 000 | 171 193 | 190 114 | 172 827 | 159 074 |

## História
A primeira menção a Arad é de 1028, aquando do combate realizado pelos habitantes da região contra o reino feudal húngaro.

Recebeu o posto de cidade pelos austríacos em 1702, tornando-se um importante ponto estratégico com direitos económicos. Nesta altura ocorre a chegada de colonos sérvios e alemães, os primeiros por motivos militares e os segundos por razões económicas. 

## Pontos turísticos
Património arquitetónico
No judeţul de Arad existem 413 monumentos, entre os quais: 
- Fortaleza de Arad (1763-1783)
- Palácio Administrativo
- Teatro Clássico Ioan Slavici
- Palácio Neumann
- Palácio Judiciário
- Palácio Cenad
- Palácio do Banco Nacional
- Palácio Bohuș
- Palácio Szantay
- Palácio Cultural
- Rua Cloșca

Edifícios históricos
- Casa com balas de canhão
- Escola Superior de Formação de Professores (Clădirea Preparandiei)
- Casa do Cadeado
- Teatro Velho (Hirschl)
- Torre de Água
- Casa Velha Aduaneira

Monumentos
- Estátua de São João de Nepomuceno (1729);
- Monumento da Santíssima Trindade
- Parque da Reconciliação;
- Cruz dos Mártires
- Busto de Vasile Goldiș
- Busto de Moise Nicoară

Turismo religioso
- Igreja Sérvia de São Pedro e São Paulo
- Mosteiro de São Simão (1745-1765 - séc. XX)
- Igreja de Santo António (Católica Romana)
- Catedral do "Nascimento de São João Baptista" (Ortodoxa Romena)
- Igreja Vermelha (Evangélica-Luterana)
- Sinagoga Neológica (1827-1834)
- Catedral da Santíssima Trindade

Turismo de recreio
- Parque de piscinas Neptuno, localmente conhecido por "Ștrandul Neptun"
- Parque Natural das zonas de cheia do Mureș (Parque Natural Lunca Mureșului)
- Floresta Ceala com o Lago Măltăreț e a Ilha Mureș
- Floresta Vladimirescu
- Lago Ghioroc
- Vinhal Miniș - Măderat, situado a 30km Este de Arad
- Complexo Turístico Moneasa

## Transportes
Arad é servida por transportes rodoviários, ferroviários e aéreos.

## Clima
Arad possui um clima temperado, continental moderado com fraca influência mediterrânica.

## Geminações
- Zrenjanin, Sérvia
- Atlit, Israel
- Fushun, China
- Gyula, Hungria
- Hodmezovasarhely, Hungria
- Pecs, Hungria
- Givataym, Israel
- Heist-op-den-Berg, Bélgica
- Praga - Sector 5, República Checa
- Budapeste - Sector XII, Hungria
- Chisinau - Sector Râşcani, Moldávia